# Деян Зукич
Де́ян Зу́кич (серб. Дејан Зукић; нар. 7 травня 2001, Бачки-Ярок) — сербський футболіст, півзахисник австрійського клубу «Вольфсбергер».

## Клубна кар'єра

### «Воєводина»
Виступав за молодіжну команду «Петар Пуача», а 2013 року приєднався до академії «Воєводини». 19 березня 2019 року підписав з клубом свій перший професіональний контракт, що розрахований до 2022 року. 30 березня того ж року дебютував в основному складі «Войводини» в матчі сербської Суперліги проти клубу «Динамо» (Вранє), вийшовши на заміну Дам'яну Гойкову. 19 травня 2019 року в поєдинку проти «Чукаричок» забив свій перший гол за клуб.
Наступного сезону 2019–20 забив 6 голів у 31 матчі за «Воєводину», допомігши команді здобути Кубок Сербії. 24 вересня 2020 року в матчі кваліфікації Ліги Європи УЄФА проти льєзького «Стандарда» дебютував у єврокубках.
В грудні 2021 року провів свій ювілейний, 100-й, матч в складі «Воєводини» та у віці 20 років і 7 місяців став наймолодшим гравцем клубу, якому підкорилося таке досягнення. 17 січня 2022 року продовжив контракт з клубом до червня 2024 року.
27 липня 2023 року в матчі кваліфікації Ліги конференцій УЄФА проти кіпрського АПОЕЛа вперше відзначився голом у єврокубках. 7 серпня 2023 року продовжив контракт з «Воєводиною» до 2026 року.

### «Вольфсбергер»
9 липня 2024 року перейшов в австрійський клуб «Вольфсбергер», підписавши трирічний контракт, а сума трансферу становила 900 тисяч євро. 3 серпня дебютував за «Вольфсбергер» в матчі австрійської Бундесліги проти «Аустрії» (Клагенфурт), вийшовши в стартовому складі. В цій грі також відзначився своїм першим забитим голом. В своєму дебютному сезоні допоміг команді здобути перший в історії клубу Кубок Австрії.

## Кар'єра в збірній
Виступав за збірні Сербії до 16, до 17, до 18, до 19 і до 21 року.
24 вересня 2024 року вперше викликаний до збірної Сербії головним тренером Драганом Стойковичем для участі в матчах Ліги націй УЄФА проти збірних Швейцарії та Іспанії.

## Статистика виступів
Станом на 14 серпня 2025 
| Клуб              | Сезон             | Чемпіонат         | Чемпіонат | Чемпіонат | Кубок | Кубок | Єврокубки | Єврокубки | Інші  | Інші | Всього | Всього |
| Клуб              | Сезон             | Дивізіон          | Матчі     | Голи      | Матчі | Голи  | Матчі     | Голи      | Матчі | Голи | Матчі  | Голи   |
| ----------------- | ----------------- | ----------------- | --------- | --------- | ----- | ----- | --------- | --------- | ----- | ---- | ------ | ------ |
| Воєводина         | 2017–18           | Суперліга         | 0         | 0         | 0     | 0     | —         | —         | —     | —    | 0      | 0      |
| Воєводина         | 2018–19           | Суперліга         | 10        | 1         | 0     | 0     | —         | —         | —     | —    | 10     | 1      |
| Воєводина         | 2019–20           | Суперліга         | 27        | 4         | 4     | 2     | —         | —         | —     | —    | 31     | 6      |
| Воєводина         | 2020–21           | Суперліга         | 36        | 4         | 3     | 1     | 1         | 0         | —     | —    | 40     | 5      |
| Воєводина         | 2021–22           | Суперліга         | 28        | 3         | 4     | 3     | 4         | 0         | —     | —    | 36     | 6      |
| Воєводина         | 2022–23           | Суперліга         | 32        | 3         | 4     | 0     | —         | —         | —     | —    | 36     | 3      |
| Воєводина         | 2023–24           | Суперліга         | 37        | 8         | 5     | 2     | 2         | 2         | —     | —    | 44     | 12     |
| Воєводина         | Всього            | Всього            | 170       | 23        | 20    | 8     | 7         | 2         | 0     | 0    | 197    | 33     |
| Вольфсбергер      | 2024–25           | Бундесліга        | 27        | 10        | 5     | 1     | —         | —         | —     | —    | 32     | 11     |
| Вольфсбергер      | 2025–26           | Бундесліга        | 2         | 0         | 1     | 1     | 2         | 0         | —     | —    | 5      | 1      |
| Вольфсбергер      | Всього            | Всього            | 29        | 10        | 6     | 2     | 2         | 0         | 0     | 0    | 37     | 12     |
| Всього за кар'єру | Всього за кар'єру | Всього за кар'єру | 199       | 33        | 26    | 10    | 8         | 3         | 0     | 0    | 233    | 45     |

1. 1 2  Матчі в Лізі Європи УЄФА
2. 1 2  Матчі в Лізі конференцій УЄФА

## Досягнення
«Воєводина»
- Володар Кубка Сербії: 2019–20[21]

«Вольфсбергер»
- Володар Кубка Австрії: 2024–25[22]